# Call me (松田聖子の曲)
「Call me」（コール・ミー）は、2003年6月4日にSony Recordsからリリースされた松田聖子の通算60枚目のシングル。

## 解説
松田初のレーベルゲートCD（コピーコントロールCD）。価格が1500円に改訂された最初のシングル。特製紙ジャケットの初回仕様と通常仕様がある（ジャケット写真も異なる）。
2004年7月7日に規格品番のみ変更されて再発売された。
アルバム『Sunshine』（2004年6月9日）に収録。初回限定盤DVDには同曲のミュージック・ビデオが収録。
コンサートツアー『SEIKO MATSUDA CONCERT TOUR 2003 Call me』では、1曲目から本作をピアノの弾き語りで披露。「宙に浮いたピアノを弾きながら歌う」という構想もあったという。
CDショップでの事前新譜発売情報では「鏡の中のMyself」というタイトルになっていた店舗がある。「Call me」には、その歌詞が登場する。

## 収録曲
全作曲・編曲:原田真二
1. Call me
  - 作詞:原田真二
2. Call me（DJ TAKI-SHIT Extra Funk Remix）
3. This is the place 2003
  - 作詞:Seiko Matsuda
  - オリジナルは2001年のアルバム『LOVE & EMOTION VOL.1』に収録
4. Call me（Backing Track）

## 収録アルバム
- Call me
  - Sunshine
  - Premium Diamond Bible
  - Diamond Bible
  - SEIKO STORY〜90s-00s HITS COLLECTION〜